# Binnenwasserstraße
Binnenwasserstraße werden die Wasserstraßen, also schiffbare Verkehrswege, innerhalb einer Landmasse genannt. Darunter fallen größere Flüsse und Kanäle ebenso wie durch sie angebundene Binnenseen. 

## Abgrenzung
Wie im folgenden Kapitel erläutert, ist der Begriff ‚Binnenwasserstraße‘ nicht gleichbedeutend mit ‚Binnenschifffahrtsstraße‘.

## Binnenwasserstraßen in Europa
Auf Grundlage des Abkommens European Agreement on Main Inland Waterways of International Importance (AGN) führt die Wirtschaftskommission für Europa (UNECE) eine Datenbank der entsprechenden Wasserstraßen. Die Liste enthält -neben einer Nummerierung analog zu den Europastraßen- die CEMT-Klassifizierung und nennt u. U. vorhandene Einschränkungen der Schiffbarkeit sowie Ausbauziele.

### Deutschland

Wasserwegenetz Deutschland und angrenzende

Die deutschen Binnenwasserstraßen sind überwiegend im Eigentum des Bundes und somit Bundeswasserstraßen. Daneben gibt es in einigen Bundesländern Landeswasserstraßen.
Es gelten schifffahrtsrechtlich:
- auf Rhein, Mosel und Donau die jeweils international in einer Schifffahrtspolizeiverordnung vereinbarten Regelungen,
- auf dem Unterlauf mit Nebenflüssen der in die Nordsee bzw. Ostsee mündenden Binnenwasserstraßen und auf dem Nord-Ostsee-Kanal die Seeschifffahrtsstraßen-Ordnung bzw. die Schifffahrtsordnung Emsmündung,
- auf den übrigen Binnenwasserstraßen die Binnenschifffahrtsstraßen-Ordnung.

Eine Binnenwasserstraße kann hinsichtlich der vorrangigen Nutzung und der dementsprechend geltenden Verkehrsregeln entweder eine Binnenschifffahrtsstraße sein oder eine Seeschifffahrtsstraße.
Unter entsprechenden technischen Voraussetzungen dürfen auch Binnenschiffe auf Seeschifffahrtsstraßen verkehren und Seeschiffe auch auf Binnenschifffahrtsstraßen.
Das sogenannte CEMT-Klassifizierungssystem ist in der Wasserstraßen- und Schifffahrtsverwaltung des Bundes am 24. März 1993 durch Erlass des Bundesverkehrsministeriums für die Klassifizierung der deutschen Binnenwasserstraßen eingeführt worden. Auskunft über die mögliche Befahrbarkeit gibt hier auch die Binnenschifffahrtsstraßen-Ordnung oder das Elektronische Wasserstraßen-Informationssystem ELWIS.

### Frankreich
Siehe Liste der schiffbaren Flüsse und Kanäle in Frankreich

### Litauen
Der Unterlauf der Memel verbindet als Wasserstraße E41 die Stadt Kaunas mit dem Kurischen Haff.

### Polen

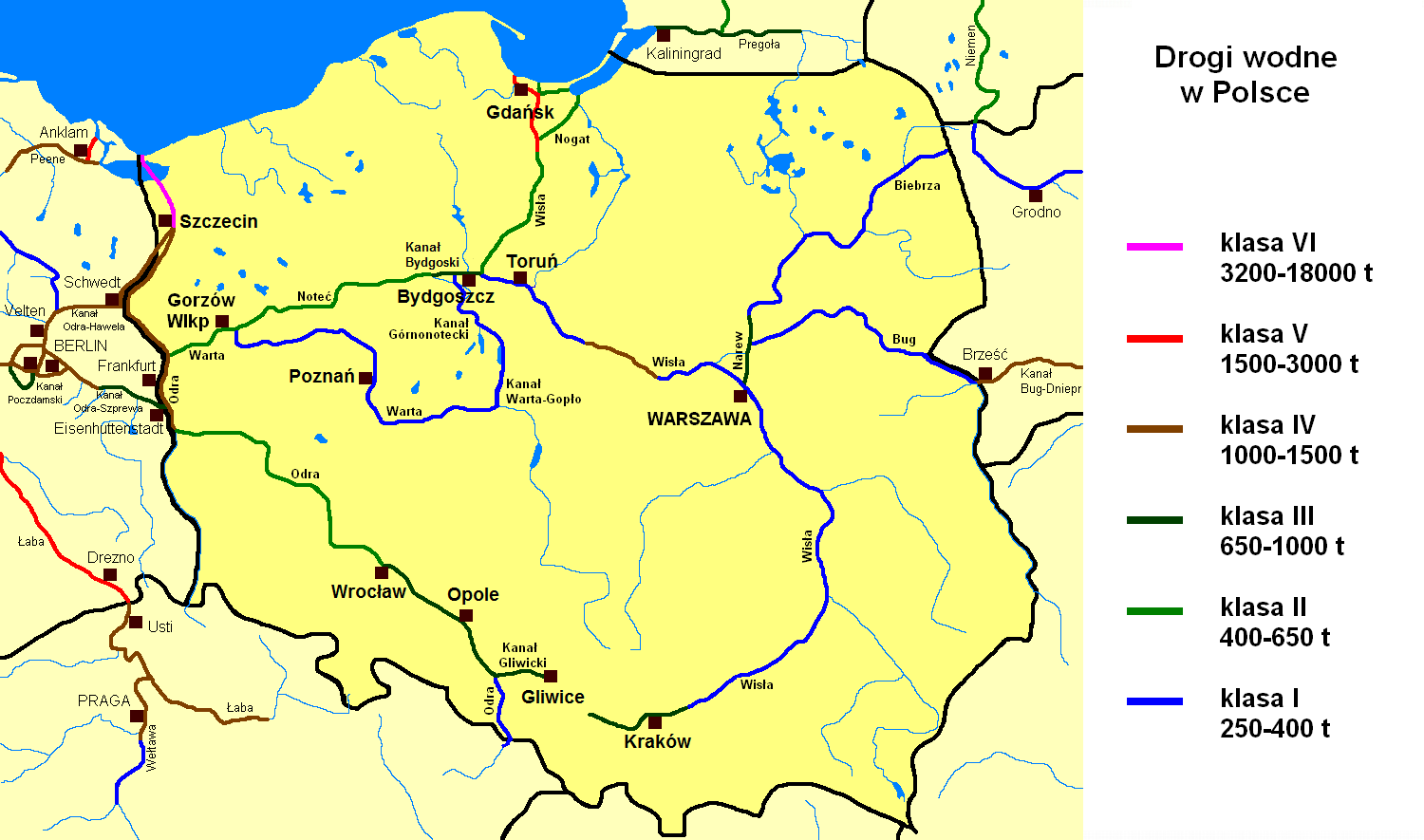
Polnische Binnenwasserstraßen

Polens wichtigste Wasserstraßen sind die Oder und Weichsel. Im Osten gibt es Anschluss an den Dnepr-Bug-Kanal.

### Österreich
Wasserstraßen im Sinne des österreichischen Schifffahrtsrechts sind die Donau (einschl. Donaukanal in Wien) und ihre Nebengewässer sowie die Mündungsbereiche von March, Enns und Traun.

### Niederlande

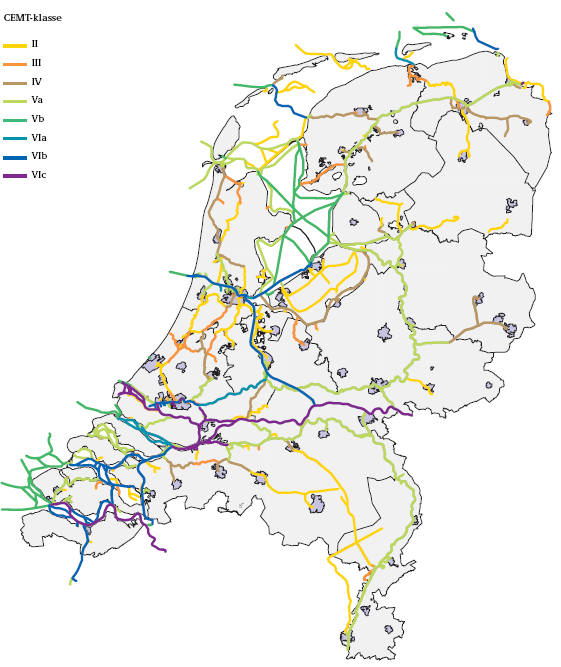
Niederländische Binnenwasserstraßen

Die Niederlande haben ein Binnenwasserstraßennetz von rund 6200 Kilometer Länge, das überwiegend aus Kanälen besteht.

### Grundlagen der Klassifizierung
Die Binnenwasserstraßen werden nach Schiffbarkeit ihres Fahrwassers/ihrer Fahrrinne in Klassen je nach maximaler Größe der Schiffe untergliedert. Hierbei sind die Hauptabmessungen Länge und Breite entscheidend. Zulässige Abladetiefen, Höhe über der Wasserlinie und Tonnenangaben sind grundsätzlich variabel (z. B. wasserstandsabhängig), werden aber als zusätzliche Orientierungshilfe angegeben. Die europaweite Klassifikation dient der Förderung eines einheitlichen Binnenwasserstraßennetzes. Das von einer Arbeitsgruppe der Wirtschaftskommission für Europa der Vereinten Nationen (englisch: Economic Commission for Europe, ECE) 1992 erarbeitete Klassifizierungssystem ist von der Europäischen Verkehrsministerkonferenz (frz. CEMT, daher auch die Bezeichnung CEMT-Klassen) übernommen worden.

### Definition der Klassen

Mögliche Schubverbände auf europäischen Wasserstraßen (schwarz: Schubschiff, schiebt nach rechts)

| Klasse | Länge | Breite | Tiefgang    | Typ                            |
| ------ | ----- | ------ | ----------- | ------------------------------ |
| VII    | 285   | 34,20  | 2,50 – 4,50 | Schubverband mit 3x3 Leichtern |
| VIc    | 280   | 22,80  | 2,50 – 4,50 | 3x2 Leichter                   |
| VIc    | 195   | 34,20  | 2,50 – 4,50 | 2x3 Leichter                   |
| VIb    | 195   | 22,80  | 2,50 – 4,50 | 2x2 Leichter                   |
| VIa    | 110   | 22,80  | 2,50 – 4,50 | 1x2 Leichter                   |
| Vb     | 185   | 11,40  | 2,50 – 4,50 | 2x1 Leichter                   |
| Va     | 110   | 11,40  | 2,50 – 4,50 | Großes Rheinschiff             |
| IV     | 085   | 09,50  | 2,50 – 3,00 | Europaschiff                   |

#### Klasse 0
Mit dieser fiktiven Klasse werden nicht klassifizierte Wasserstraßen bezeichnet, auf denen trotzdem regelmäßig Schifffahrt, z. B. durch Sportboote oder Ausflugsschiffe, stattfindet.

#### Klassen I–III

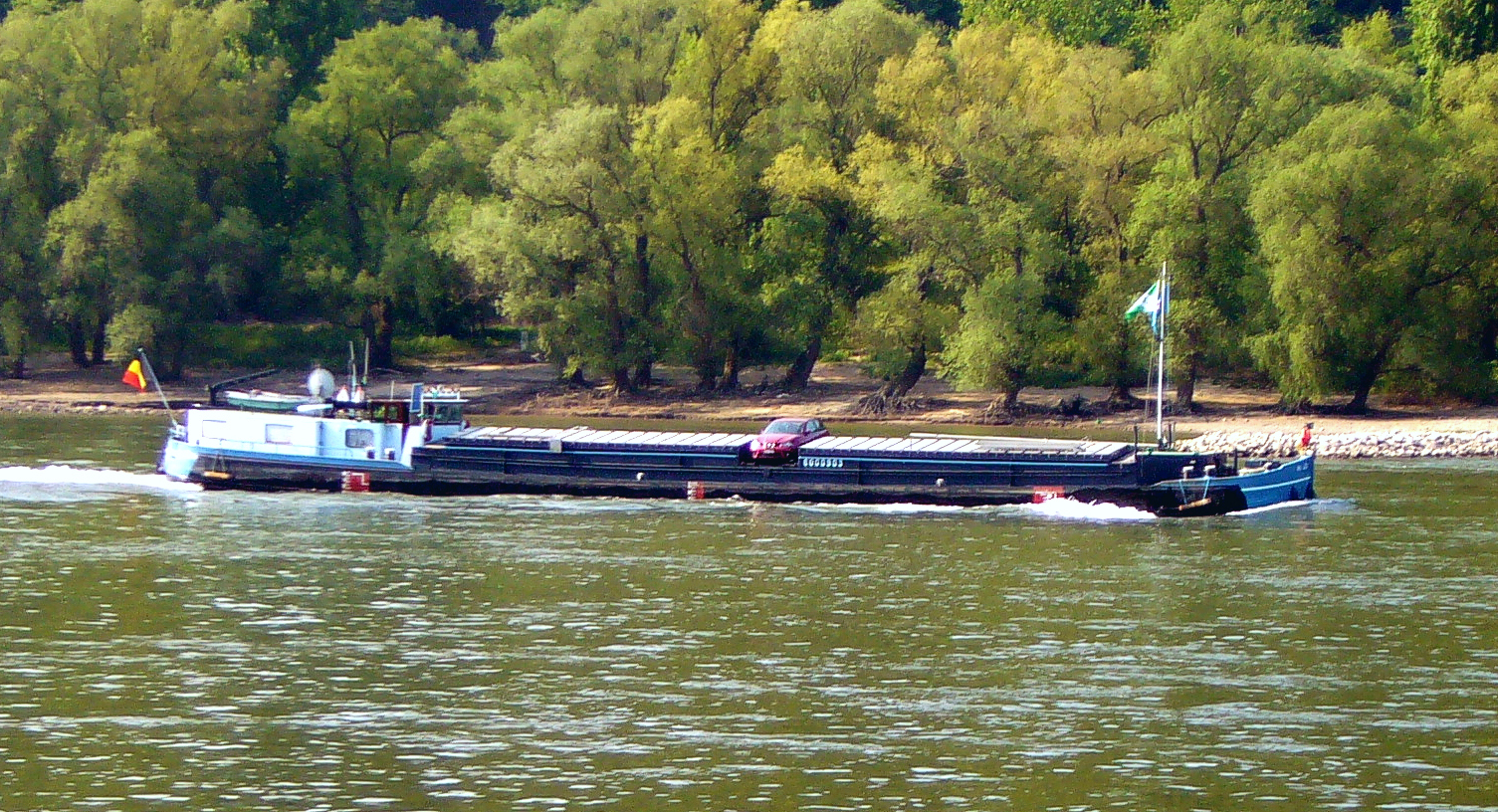
Péniche oder Spits, 38,5x 5,0 m

Regionale Klassen für kleinere Binnenschiffstypen, im Detail unterschiedlich definiert östlich und westlich der Elbe. Klasse I–III entspricht der Péniche bzw. dem Groß-Finow-Maß, BM-500 und Gustav-Koenigs-Klasse. Gilt z. B. für die Saar von Saarbrücken bis Saargemünd, km 91,40 – km 64,98.

#### Klasse IV (Europawasserstraße)

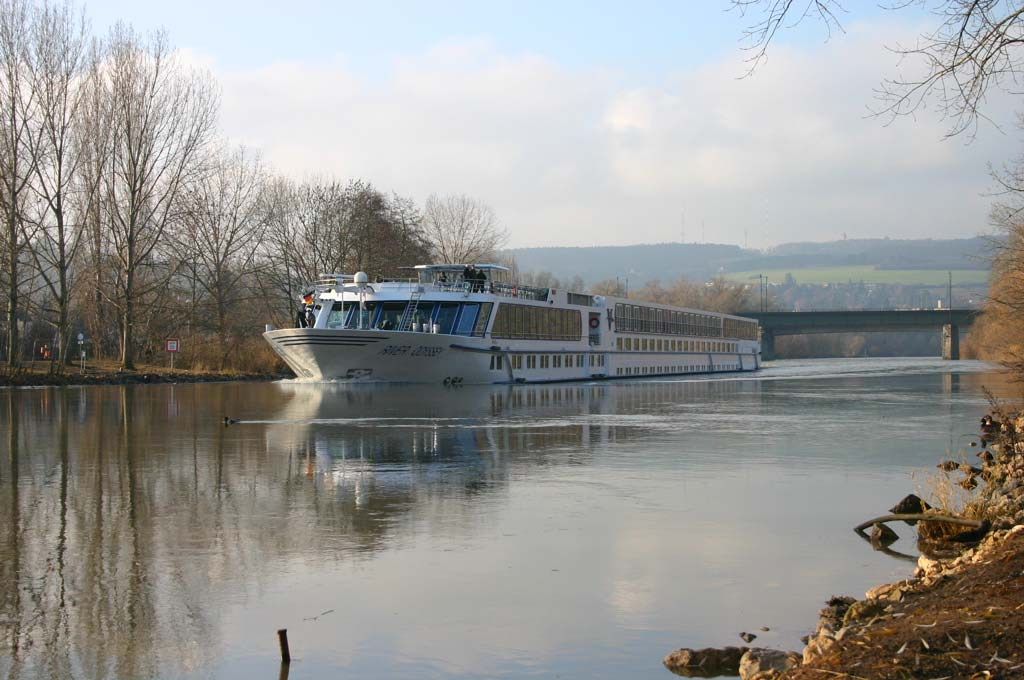
Kabinenfahrgastschiff auf dem Maindreieck (Höhe Würzburg)

Als Europawasserstraße wird jeder Kanal und Fluss bezeichnet, der es den sogenannten Europaschiffen erlaubt, diese Wasserstraße zu befahren. Das Europaschiff ist ein Binnenschiff und hat eine einheitlich festgelegte Größe, die für alle europäischen Wasserstraßen Gültigkeit hat. Das Europaschiff hat folgende Abmessungen: Länge 85 m × Breite 9,50 m × Tiefgang 2,50 – 3,00 m.

#### Klasse Va

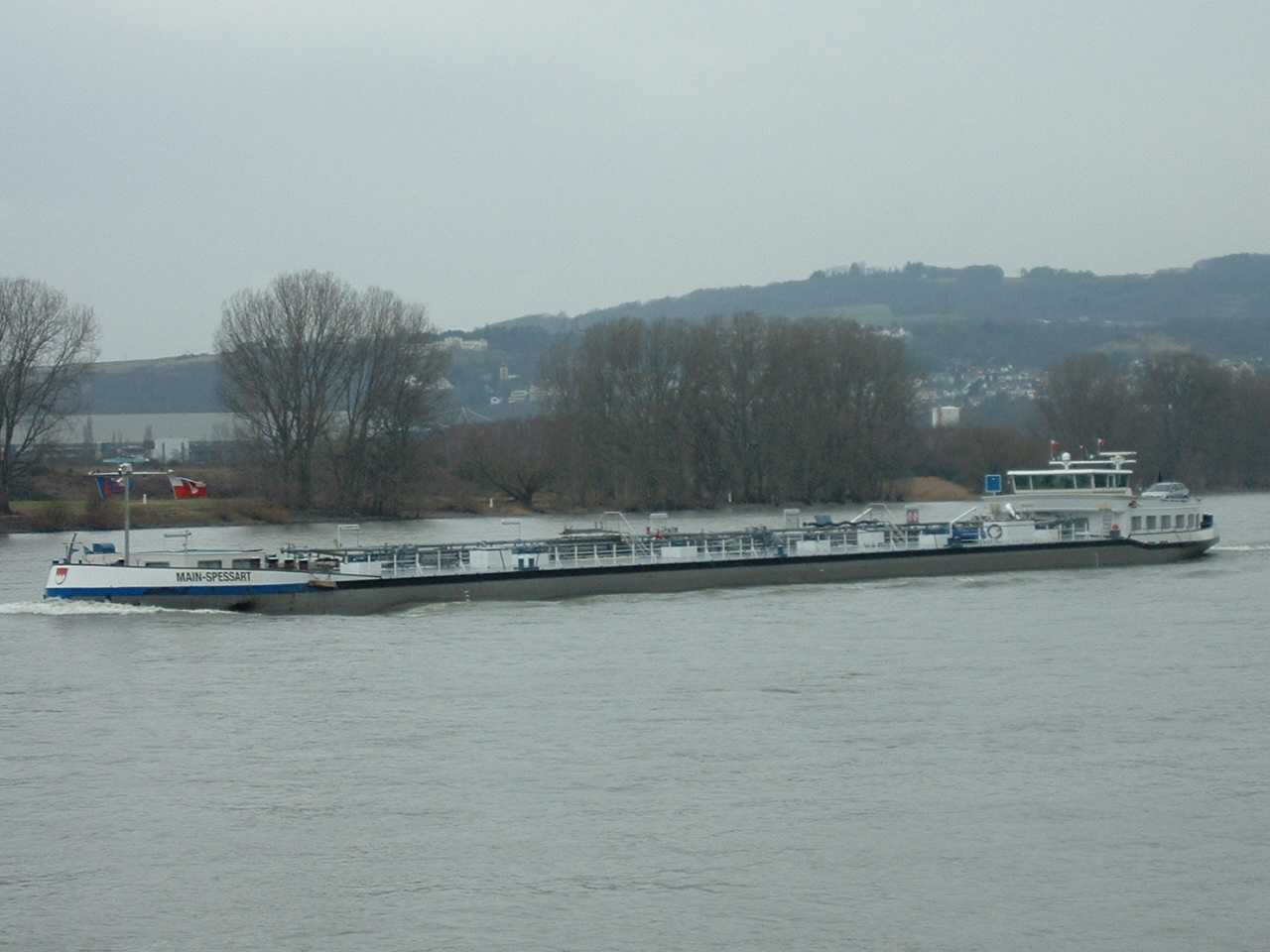
Binnentanker vom Typ Großes Rheinschiff

Bezeichnet Binnenwasserstraßen, die vom sogenannten „Großen Rheinschiff“ oder Großmotorgüterschiff befahren werden können. Das Große Rheinschiff hat die Abmessungen: Länge 110 m × Breite 11,40 m × Tiefgang 2,50 m – 4,50 m.

#### Klasse Vb
Bezeichnet Binnenwasserstraßen, die von Schubverbänden mit zwei Leichtern hintereinander gekoppelt befahren werden können. Ein Schubverband mit zwei Leichtern hat hierbei die Abmessungen: Länge 172 m – 185 m × Breite 11,40 m × Tiefgang 2,50 – 4,50 m. Dieser Schiffstyp ist auf allen vorgenannten Wasserstraßen außer dem Neckar beheimatet. Der Main hat nur von der Mündung bis Kilometer 174,20 Vb, danach bis Kilometer 384,07 Va, die Mosel hat von der Mündung bis an die deutsch-französische Grenze, Kilometer 242,20, Klasse Vb, die Saar von km 87,20 bis zur Mündung bei Konz.

#### Klasse VIa

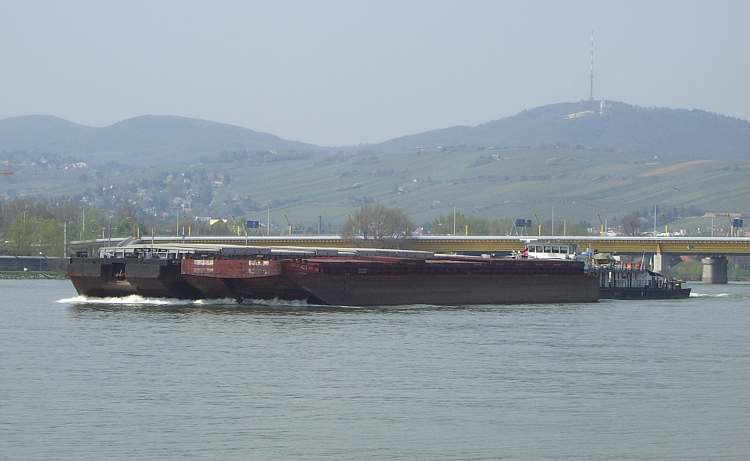
Schubschiff Bratislava im Schubverband mit zwei Schubleichtern auf der Donau (Höhe Wien)

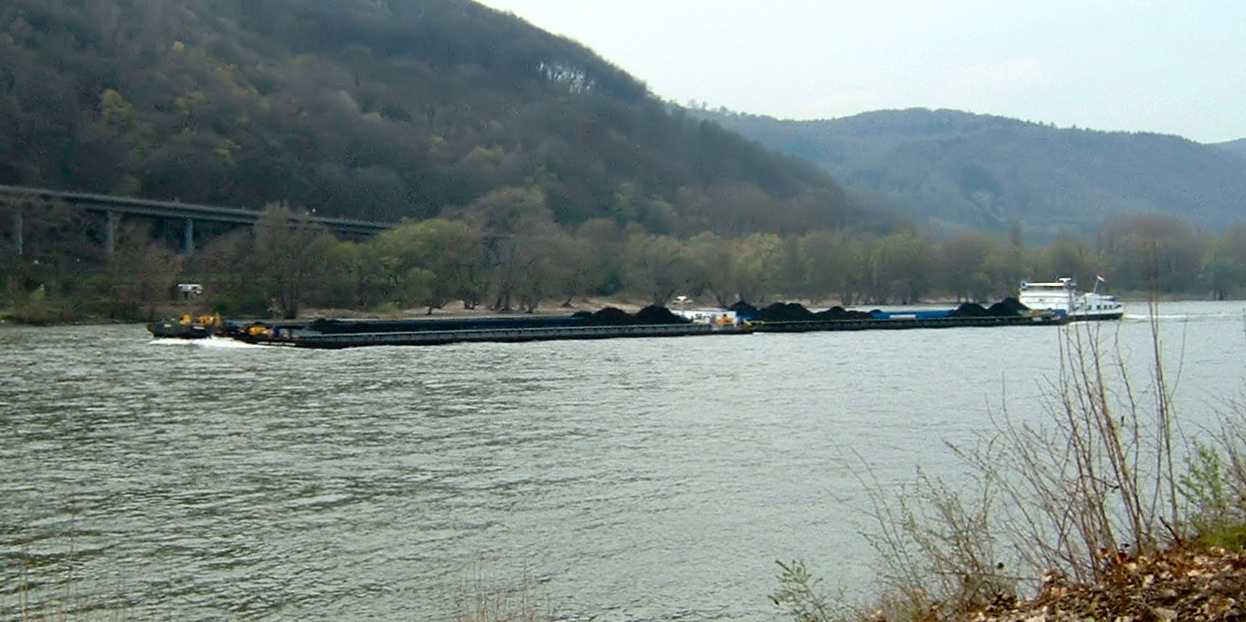
Koppelverband mit drei Leichtern, ungefähr 10.000 Tonnen Kohle

Bezeichnet Binnenwasserstraßen, die von Schubverbänden mit zwei Leichtern nebeneinander gekoppelt, befahren werden können. Ein Schubverband mit zwei Leichtern hat hierbei die Abmessungen: Länge 110 m × Breite 22,80 m × Tiefgang 2,50 m – 4,50 m.

#### Klasse VIb
Wie Klasse VIa, jedoch mit vier, also zwei nebeneinander + zwei davor. Die Abmessungen können dabei eine Länge von 195 m × Breite 22,80 × Tiefgang 2,50 – 4,50 betragen. Diese Schiffstypen sind nur auf den ganz großen Binnenwasserstraßen, wie Rhein, Donau, Rhone und Waal, beheimatet.

#### Klasse VIc
Wie Klasse VIb, jedoch mit sechs Leichtern, entweder 3x2, oder 2x3 Leichter. Maximale Abmessung 280 m × 22,80 m, oder 195 m × 34,20 m. Diese Zusammenstellungen verkehren nur auf Mittel- und Niederrhein, von Bad Salzig bis zur niederländischen Grenze, in Abhängigkeit vom Wasserstand.

#### Klasse VII
Wie Klasse VIb, jedoch mit neun Leichtern im Verband 3×3, also drei Reihen zu je drei Schiffen nebeneinander. Die Abmessungen betragen dabei Länge 285 m × Breite 34,20 m × Tiefgang 2,50 – 4,50 m.

### Flüsse und Kanäle mit Wasserstraßenklasse (Beispiele)
| Gewässer | Klasse | von – bis                                     |
| -------- | ------ | --------------------------------------------- |
| Donau    | VI     | unterhalb von Regensburg                      |
| Donau    | Vb     | oberhalb bis Main-Donau-Kanal                 |
| Elbe     | Va     | von tschechischer Grenze bis Wittenberge      |
| Elbe     | VIb    | von Wittenberge bis zum Hamburger Hafengebiet |
| Elbe     | Va     | unterhalb des Hamburger Hafengebiets          |
| Fulda    | 0      | zwischen Kassel und Hann. Münden              |
| Lahn     | 0      | zwischen Wetzlar und der Mündung              |
| Main     | Vb     | im unteren Teil                               |
| Main     | Va     | im oberen Teil                                |
| Mosel    | Vb     | bis an französische Grenze                    |
| Rhein    | VIb    | Basel bis Bad Salzig (km 564,3)               |
| Rhein    | VIc    | von Bad Salzig bis niederländische Grenze     |
| Weser    | VIb    | unterhalb Bremen                              |
| Weser    | IV     | oberhalb Bremen                               |

| Gewässer            | Klasse | von – bis                                                              |
| ------------------- | ------ | ---------------------------------------------------------------------- |
| Datteln-Hamm-Kanal  | IV     | (teilweiser Ausbau auf Vb läuft)                                       |
| Dortmund-Ems-Kanal  | IV     | (teilweiser Ausbau auf Vb läuft)                                       |
| Dortmund-Ems-Kanal  | Vb     | Hafen Dortmund – Abzweigung des Wesel-Datteln-Kanals                   |
| Elbe-Seitenkanal    | Vb     |                                                                        |
| Main-Donau-Kanal    | Vb     |                                                                        |
| Mittellandkanal     | Vb     |                                                                        |
| Nord-Ostsee-Kanal   | VIb    |                                                                        |
| Rhein-Herne-Kanal   | Vb     | Duisburg-Ruhrorter Häfen – Hafen Victor                                |
| Rhein-Herne-Kanal   | IV     | Hafen Victor – Abzweigung des Dortmund-Ems-Kanal (Ausbau auf Vb läuft) |
| Wesel-Datteln-Kanal | Vb     |                                                                        |